# Pechüle (Treuenbrietzen)
Pechüle ist neben Klausdorf einer der beiden Gemeindeteile von Bardenitz, einem Ortsteil der Stadt Treuenbrietzen im Landkreis Potsdam-Mittelmark in Brandenburg.

## Geographische Lage
Pechüle liegt östlich des Stadtzentrums. Im Norden befindet sich der Ortsteil Bardenitz, im Osten die Stadt Jüterbog und im Süden Klausdorf sowie der Treuenbrietzener Ortsteil Frohnsdorf. Die Gemarkung ist nur wenige Quadratkilometer groß und erstreckt sich entlang der Pechüler Dorfstraße, die in Nord-Süd-Richtung durch den Ort verläuft. Sie ist im Norden über die nach Westen hin abzweigende Straße Am Birkenweg und in der Dorfmitte über die Zingelstraße mit Bardenitz verbunden. Abgesehen von einigen Landwegen sind dies die beiden Verbindungen zu den Nachbargemeinden.

## Geschichte
Bei Ausgrabungen auf der Gemarkungen wurden sowohl mehrere Jahrhunderte alte Scherben wie auch ein Gräberfeld freigelegt. Archäologen konnten damit nachweisen, dass die Region bereits im 7. Jahrhundert von Slawen bewohnt war. Sie siedelten am Fuße des Keilbergs, der östlich der Gemarkung einen Übergang vom Fläming zum Baruther Urstromtal herstellt. Dort entstand ein Straßendorf, dass im Jahr 1225 erstmals als villa Pechule urkundlich erwähnt wurde. Der Name soll auf ein kleines Gewässer zurückzuführen sein, wie es im benachbarten Bardenitz ebenfalls der Fall war. 1268 verkaufte Richard von Zerbst den Ort an das Kloster Zinna. Vermutlich mit der Hilfe der dort tätigen Zisterzienser errichteten die Pechüler Einwohner Anfang des 13. Jahrhunderts eine mächtige Kirche aus Backstein, die somit zu den ältesten Sakralbauten dieser Art im Fläming zählt. Nachdem Markgraf Johann von Sachsen den Ort 1426 an das Kloster veräußert hatte, nutzten die Bewohner den zwischenzeitlich wüst gefallenen Nachbarort Pechüle, um dort ihr Vieh weiden zu lassen. Dieser Zustand blieb über Jahrhunderte unverändert, bis die Reformation zur Schließung des Klosters führte. Pechüle gelangte in den Besitz des Erzbischofs von Magdeburg bzw. ab 1566 dessen Administrator. 1680 kam der Ort zu Brandenburg. 1748 kamen neun Pfälzer Familien in die Region. Die Ansiedlung führte zu erheblichem Widerstand bei den Pechüler Bauern, die um die Rechte an den Weideflächen stritten und sogar zu einem Einsatz von zwanzig Grenadierern aus Treuenbrietzen führte.
1974 erfolgte die Eingemeindung von Klausdorf und Pechüle nach Bardenitz. Am 31. Dezember 2002 wurde Bardenitz mit Pechüle und Klausdorf ein Teil der Stadt Treuenbrietzen. 2010 gründete sich ein Förderverein, der sich seit dieser Zeit für die Sanierung der Kirche einsetzt.

## Sehenswürdigkeit
- Die Dorfkirche Pechüle entstand Anfang des 13. Jahrhunderts und zählt zu den ältesten Bauwerken ihrer Art im Fläming. Sie hat eine reiche Ausstattung, die aus dem Kloster Zinna stammt.
- Naturschutzgebiet Jüterbog-Forst Zinna-Keilberg im Naturpark Nuthe-Nieplitz

## Wirtschaft und Infrastruktur

### Wirtschaft
Im Ort existieren mehrere landwirtschaftliche Betriebe, ein Naturhof, kleinere Handwerks- und einige Dienstleistungsunternehmen.

### Verkehr
Durch den Ort verläuft in Nord-Süd-Richtung die Pechüler Dorfstraße, die Pechüle über eine weitere Stichstraße mit der Landstraße 812 über den Ort hinaus verbindet. Sie endet nach Süden in einem Waldgebiet. Einige Landwege führen in den Osten in das Naturschutzgebiet bis auf den Keilberg, der im Naturschutzgebiet Jüterbog-Forst Zinna-Keilberg liegt.
Die Buslinie 549 verbindet den Ortsteil mit Treuenbrietzen und Jüterbog.